# روبرت إل. بلاكويل
روبرت إل. بلاكويل (بالإنجليزية: Robert L. Blackwell)‏ هو جندي أمريكي، ولد في 4 أكتوبر 1895 في مقاطعة بيرسون في الولايات المتحدة، وتوفي في 11 أكتوبر 1918.